# هیرونیموس تئودور ریشتر
هیرونیموس تئودور ریشتر (آلمانی: Hieronymous Theodor Richter؛ زاده ۲۱ نوامبر ۱۸۲۴ درگذشته ۲۵ سپتامبر ۱۸۹۸) یک شیمی‌دان اهل آلمان بود.